# Communauté de communes Pays de Nérondes
Die Communauté de communes Pays de Nérondes ist ein französischer Gemeindeverband mit der Rechtsform einer Communauté de communes im Département Cher in der Region Centre-Val de Loire. Sie wurde am 29. Dezember 2006 gegründet und umfasst zwölf Gemeinden. Der Verwaltungssitz befindet sich im Ort Nérondes.

## Mitgliedsgemeinden
| Gemeinde                                | Einwohner 1. Januar 2022 | Fläche km² | Dichte Einw./km² | Code INSEE | Postleitzahl |
| --------------------------------------- | ------------------------ | ---------- | ---------------- | ---------- | ------------ |
| Bengy-sur-Craon                         | 636                      | 35,24      | 18               | 18027      | 18520        |
| Blet                                    | 565                      | 30,08      | 19               | 18031      | 18350        |
| Charly                                  | 235                      | 25,66      | 9                | 18054      | 18350        |
| Chassy                                  | 234                      | 17,76      | 13               | 18056      | 18800        |
| Cornusse                                | 227                      | 19,61      | 12               | 18072      | 18350        |
| Croisy                                  | 144                      | 12,96      | 11               | 18080      | 18350        |
| Flavigny                                | 156                      | 13,06      | 12               | 18095      | 18350        |
| Ignol                                   | 174                      | 17,67      | 10               | 18113      | 18350        |
| Mornay-Berry                            | 168                      | 9,15       | 18               | 18154      | 18350        |
| Nérondes                                | 1.412                    | 34,00      | 42               | 18160      | 18350        |
| Ourouer-les-Bourdelins                  | 605                      | 24,64      | 25               | 18175      | 18350        |
| Tendron                                 | 88                       | 10,44      | 8                | 18260      | 18350        |
| Communauté de communes Pays de Nérondes | 4.644                    | 250,27     | 19               | –          | –            |